# Copitarsia turbata
Copitarsia turbata är en fjärilsart som beskrevs av Herrich-Schäffer 1852. Copitarsia turbata ingår i släktet Copitarsia och familjen nattflyn. Inga underarter finns listade i Catalogue of Life.